# Iduna-Hochhaus (Osnabrück)
Das Iduna-Hochhaus (im Bebauungsplan als Hochhaus Erich-Maria-Remarque-Ring bzw. nach dem ehemaligen Straßennamen als Hochhaus Karlsring bezeichnet) ist ein Hochhaus in der Innenstadt von Osnabrück. Es wurde 1974 nach den Plänen des Osnabrücker Architekten Rolf Bohl fertiggestellt und ist mit 65 Metern das höchste Wohngebäude in Osnabrück.
Eigentümer war zunächst die Iduna Versicherungs-AG aus Hamburg, die heute zur Signal Iduna Gruppe gehört. Als am Bau Mängel auftraten, veräußerte die Iduna das Gebäude 1987 an eine Beteiligungsgesellschaft.
Das Hochhaus steht auf einer Grünfläche zwischen der Domschule Osnabrück, dem Bahndamm der Bahnstrecke Löhne–Rheine und dem Herrenteichswall, einem Abschnitt der ehemaligen Stadtmauer. An dieser Stelle stand vormals die Villa des Chemikers und Industriellen Wilhelm Lepenau, der Gründer der Raffinerie Salzbergen war. Die Planung eines Hochhauses erfolgte laut Bebauungsplan auf Basis der städtebaulichen Zielsetzungen, neuen Wohnraum in der Innenstadt zu schaffen und gleichzeitig die Grünfläche am Herrenteichswall größtenteils zu erhalten.
In dem Hochhaus werden 18 der 21 Geschosse zum Wohnen genutzt, hier sind 128 Eigentumswohneinheiten untergebracht. Auf der 19. Etage war ursprünglich ein Schwimmbad eingebaut, dieses ist jedoch mittlerweile geschlossen. Zwischenzeitliche Pläne, die Hausfassade mit Solarmodulen zur photovoltaischen Stromerzeugung zu verkleiden, wurden verworfen.